# 角田村 (新潟県)
角田村（かくだむら）は、かつて新潟県西蒲原郡にあった村。
1955年1月1日の合併によって消滅し巻町の一部となり、現在は新潟市西蒲区、および西区の一部となっている。
以下の記述は合併直前当時の旧角田村に関しての記述であり、現在では名称等が異なる場合がある。なお、ここに記述されていない内容に関しては新潟市などの記事を参照。

## 沿革
- 1901年（明治34年）11月1日 - 西蒲原郡角田浜村、越前浜村、木山村四ツ郷屋が合併し、角田村が発足。
- 1955年（昭和30年）1月1日 - 西蒲原郡巻町、峰岡村、浦浜村、松野尾村、漆山村と合併し、巻町を新設して消滅。